# Історія Сум
Істо́рія Сум — історія найбільшого міста північної Слобожанщини, від його заснування у 1652 році.
За майже 372 років своєї історії Суми були славетним козацьким містом, зробилися занепалим повітовим містечком, з якого завдяки Івану Герасимовичу Харитоненку переросли у «цукрову столицю». Пережили Суми революцію і голодомори, стали центром області, пережили і Другу світову війну, відродилися і стали «містом троянд». І вже у незалежній Україні, Суми — це рідне місто для більш ніж 270 тисяч людей.

## Передісторія до 1652 року
Люди дуже давно почали селитися на обох берегах Псла. Вже в II–VI сторіччях нашої ери тут жили слов'янські племена, залишки їхніх поселень і могильників виявлені в південно-західній частині міста, на вулиці Павлова. У VIII–X століттях в районі колишнього села Тополі (нині вул. Тополянська міста Суми) існувало поселення сіверян, а на Луці до теперішнього часу збереглися залишки великого городища часів Київської Русі, яке мало назву Липеньськ. Давність поселення підтверджують знайдені в околицях арабські монети VII–IX століть. Під час монголо-татарської навали XIII століття це городище було зруйноване. Але при заснуванні Сум у 1652 році згадується про 150 дворів пасічників, які жили на місці Липеньського городища до приходу переселенців із правобережної України.

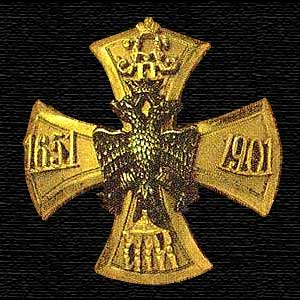
Нагрудний знак 1-го Сумського гусарського полку

Однією з причин виникнення міста Суми була політична ситуація другої половини XVII ст. У 1651 р. українські козаки під проводом Богдана Хмельницького зазнали поразки під Берестечком, наслідком якої стало посилення експлуатації і національного гніту українського народу польськими магнатами. Після цієї поразки Богдан Хмельницький дозволив людям переселятися з правобережжя на Полтавщину і на прикордонні землі з Московським царством (тепер Слобожанщина), які були перед тим практично не заселені. Протягом десятиліття 1651–1660 років на території сучасної Слобожанщини з'явилася велика кількість нових поселень, тоді окрім Сум були засновані такі міста як: Харків, Тростянець, Лебедин та багато інших поселень.
Козацька пісня тих часів:
|  | Покинь батька, покинь мати, покинь всю худобу, Іди з нами, козаками, на Украйну, на слободу, На Украйні всього много — і паші, і браги, Не стоять там вражі ляхі, козацькії враги. На Украйні суха риба із шапраном: Будеш жити з козаком, як з паном, А у Польщі суха риба із водою: Будеш жити з вражим ляхом, як з бідою. |

27 червня 1651 року було сформовано Сумський слобідський козацький полк, з людей які тоді проживали на Слобожанщині і за походженням були втікачами з правобережної України від страхіть Польсько-української війни 1648–1654 років. Це підтверджує нагрудний знак 1-го Сумського гусарського полку, який веде свою історію починаючи саме з 1651 року. Також у формуванні полку могли брати участь козаки, які у 1642 році полишили Азов, існує гіпотеза, що частина з них поселилася на теренах майбутнього Сумського полку. Також припускається що Герасим Кондратьєв теж з'явився у цій місцевості у той самий час, оскільки при обранні його полковником у 1658 році, він був вже дуже впливовою людиною.

## 1652–1658 роки. Період заснування

Полковник Герасим Кондратьєв — один з засновників Сум

Сторінка в якій розповідається про ранню історію Сум, взята з польської енциклопедії, яка вийшла у Варшаві 24 лютого 1890 року

Роком заснування Сум вважається 1652 рік. Саме тоді починається будівництво Суминої слободи козаками-переселенцями. Слободу будували на пагорбі, який з трьох сторін був оточений річками: Псел, Сума (тепер Сумка) і Сумка (тепер Стрілка). Це було дуже вдале розташування зі стратегічно-воєнної точки зору. Будівництво поселення велося протягом 1652–1653 років на території сучасних вулиць: Соборна, Воскресенська і Козацький вал.
На 13 років, строком до 1665 року слобода була звільнена від всіх сплат податків, що на той час було звичайною практикою для нових поселень у Московському царстві.
За однією з версій назву Суми місто отримало від 3-х знайдених при заснуванні міста «сумок» з золотими монетами, тепер ці «сумки» відображено на гербі міста. Існує також легенда, що таких «сумок» з золотом було 7, але знайдено тоді тільки 3. За другою версією назва міста походить від тодішніх назв річок Сумка і Сума. За третьою версією назва міста пішла від слова «сумувати», бо в той час були сумні часи для переселенців, які полишили власні домівки на правобережній Україні тікаючи від війни.
25 липня 1655 року царським указом у Сумах було дозволено поселитися 100 родинам селян і козаків-переселенців з містечка Ставища на Київщині (але прийшли вони сюди значно раніше), за однією з версій Герасим Кондратьєв прийшов у Суми разом з цією групою людей. Переселення козаків не знайшло підтримки у Хмельницького, котрий мав на меті примусом повернути переселенців до Гетьманату.
1 липня 1656 року було ухвалено рішення про перетворення Суминої слободи, що існувала тут з 1652 року, в місто Сумин (надалі місто Суми), і почато будівництво фортеці. Будівництво велося у 1656–1658 роках, керував ним московський воєвода Кирило Юрійович Арсеньєв, разом з ним до Сум прибуло 52 людей, які мали організовувати зведення фортеці. Метою будівництва фортеці був захист Слобідської України від набігів татар. Стіни фортеці було споруджено з дубових колод, під фортецею викопано підземний хід до води (до річки Псел) за допомогою якого у майбутньому під час облог місто забезпечувалося питною водою. Було насипано навколо фортеці вал і викопано глибокий рів. Оборонні споруди доповнювалися природними: річки Псел, Сума і Сумка з трьох боків оточували місто. З півдня підступи до Сум захищав зроблений в 1658 році перекоп між Пслом і Сумкою (тепер Стрілка).
У 1658 році Суми стали центром Слобідського козацького полку. Полк очолив Герасим Кондратьєв. У адміністративному відношенні місто підпоряковувалося бєлгородському воєводі, органом місцевого самоврядування була ратуша.

## 1658—1765 роки. Найбільше місто Слобідської України

Прапор Сумського полку

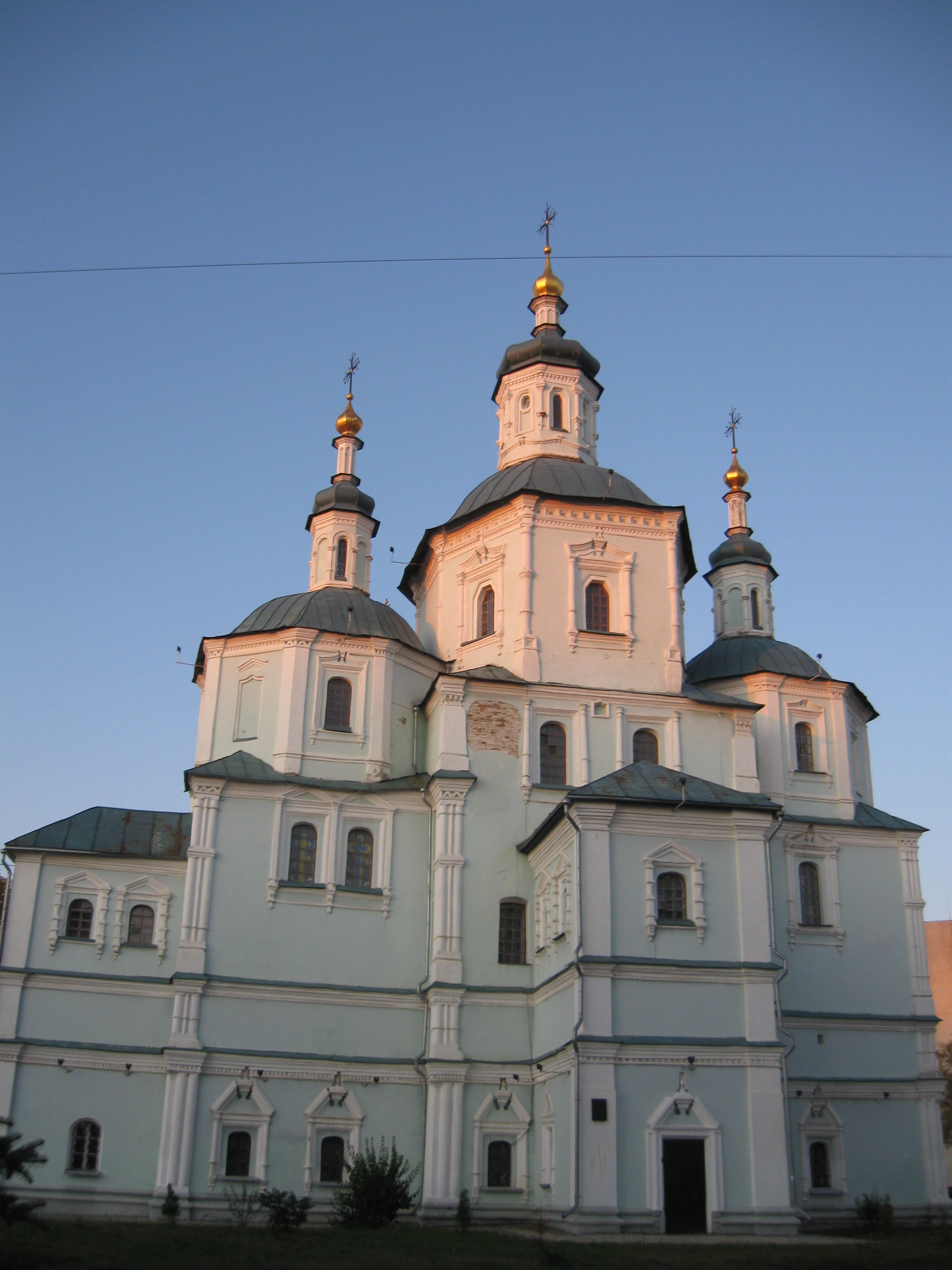
Свято-Воскресенський кафедральний собор, освячений 1702 року — зараз найстаріша споруда Сум

У 1659 році Іван Виговський, який перейшов на сторону Польщі намагався заручитися підтримкою слобідських полків, оскільки Сумський полк був найбільшим, Виговський прислав листа Герасиму Кондратьєву з пропозицією приєднатися до нього. У відповідь на це Кондратьєв, прилюдно розірвав листа, вигнав посланця зі словами «Виговський або дурний від природи, або одурів по смерті Богдана…». У відповідь на це розгніваний Іван Виговський послав у Сумський полк татар, які пограбували околиці міста, а саме місто брали в облогу, але взяти його не змогли.
До 1660-х у Сумах на річках Псел, Сума і Сумка було збудовано вже 10 млинів, з яких місто отримувало гарний прибуток, оскільки було звільнене від сплат податків. Мешканці Сум активно займалися дігтярством, на рік у Сумах отримувалося до 1000 бочок дьогтю. Навкруги Сум було також багато пасік. Широко було розповсюджене садівництво, у Сумському Успенському монастирі було 7 садів, загальна площа яких становила близько 150 десятин землі. Ще одним з найбільш визначних ремесел у Сумах у той час було викурювання горілки.
За першим переписом населення Сум 1660 року, який провів Кирило Юрійович Арсеньєв, у Сумах мешкало 2740 чоловік (1642 козаки, 1060 міщан і 38 селян), отже через 8 років після заснування Суми залишалися козацьким містом.
У 1663 і 1668 роках місто знову брали в облогу татари, але жодного разу Суми взяти їм не вдалося.
Починаючи з 1665 року Суми і інші полкові міста Слобожанщини були позбавлені пільг і почали сплачувати податки, але виходило у них це дуже проблемно. Однак після 1668 року у вдячність за те, що Слобідські полки не підтримали повстання Івана Брюховецького, Суми і інші полкові міста знову були звільнені від сплат податків.
У 1669 році Герасим Кондратьєв будучи дуже впливовою людиною і полковником найбільш визначного (відомого) полку Слобідської України претендував на гетьманську булаву, але програв боротьбу за неї Дем'яну Многогрішному.
У 1677–1678 роках сумські козаки брали участь у боях з турками при Чигирині. Тоді ж у 1678 році від отриманих при Чигирині ран, помирає старший син Герасима Кондратьєва — Іван Герасимович.
У XVII столітті територія Слобожанщини була розділена на 5 полків. Суми, як  найбільше місто і центр найбільшого значного полку, швидко розвивалися. У 1678 році місто разом з посадом займало ділянку оточену стіною довжиною 3426 саженів (7 кілометрів 400 метрів), а навкруги неї був рів довжиною 3500 саженів (7560 метрів). Сумська фортеця мала 27 башт (4 башти з проїжджими воротами та 23 глухі башти), також в стіні фортеці було ще 8 воріт.
Для порівняння інші полкові міста Слобідської України того часу мали такі укріплення:
- Охтирка: 1618 саженів стіни з 14 баштами.
- Харків: 475 саженів стіни з 10 баштами.
- Острогозьк: 407 саженів стіни з 9 баштами.

Але до кінця 70-х старі стіни, які були споруджені ще у 1652–1658 роках потрухлявіли, дерево у підземному ході до води теж потрухлявіло. Невдовзі фортеця була обнесена новими подвійними дубовими стінами, які були закріплені перпендикулярно між собою колодами. Довжина нової стіни була дещо менша ніж старої. Висота стін становила 3 метри 30 сантиметрів. На відміну від старої фортечної стіни, рубленою «городнею» і яка складалася з одного ряду зімкнутих зрубів, які при загниванні просідали, нова дерев'яна стіна типу «тераси» являла собою більш цілісну конструкцію, внутрішні клітини якої засипалися землею з каменем. Хід до води теж був відремонтований. Місто мало багато різних військових запасів, гармат у місті було 13.
Разом із зміцненням фортеці формувалася архітектурна зовнішність житлового посаду. У 1681 році тут була збудована і освячена церква Різдва Богородиці, яка стала першою за межами фортеці. Церква була розташована напроти першого міського кладовища (зараз сквер Харитоненко). Можна припустити, що в 1652–1680 роках намітилися основні планувальні вузли історичного центру міста. У цей період навколо дерев'яних храмів Різдва Богородиці на посаді, Перетворення Господня і Миколаївської церков на території фортеці почали складатися перші міські площі, які згодом визначили планувальну композицію історичного ядра. До цих архітектурних домінантів звернений був напрям вулиць по лінії розміщення міських воріт.
Оскільки Суми в цей період являли собою добре укріплене місто і найвіддаленіше зі Слобожанських міст від кордонів з диким полем, татари полишили спроби захопити його після 1668 року. Сумський полк практично не постраждав під час татарських навал 1680 і 1691 років, на відміну від інших 4 полків, які досить сильно були спустошені.
Наприкінці XVII століття у Сумах і околицях стає відносно безпечно, місто охороняли тільки вартові коло проїжджих башт — дозорних за місто не посилалося.
Сумська фортеця відігравала роль збірного пункту московських військ в період кримських походів в 1687 році і в 1689 році. Заслуги Сумського полку відмічені численними грамотами.
У 1694 році Герасимом Кондратьєвим на нинішній площі Незалежності був наново збудований на місці згорілого дерев'яний Миколаївський храм. Приблизно тоді ж починається будівництво першої кам'яної споруди Сум — Воскресенської церкви, закінчилося будівництво в 1702 році.
У 1700 році у Слобідських полках на службі була регламентована кількість козаків: у Сумському — 1230, Охтирському — 820, Харківському — 850, Ізюмському — 250, Острогозькому — 350, всього 3500 козаків.
У 1701 році помер Герасим Кондратьєв, який протягом багатьох років був полковником Сумського полку. На момент смерті він був ймовірно найбагатшою і найвпливовішою людиною Слобідської України.
Новим полковником став син Герасима — Кондратьєв Андрій Герасимович і був ним до своєї смерті у 1708 році, коли загинув під час Булавінського повстання на Дону.
У 1702 році завершується будівництво Воскресенської церкви.
У 1708 році новим полковником став син Андрія — Іван Андрійович Кондратьєв. Також у 1708 році Суми були приписані до Київської губернії.
Починаючи з 1710-х років, у Сумах розвивається промисловість і торгівля. Оскільки Сумський полк мав вигідніше географічне розташування ніж інші слобідські полки, Суми стали основним торговельним центром Слобідської України. Виникли підприємства мануфактурного типу, щороку влаштовувалися два «великих» ярмарки, які тривали по 20-30 днів, і два «середніх» — по 5-7 днів. Сумський «Сборний» ярмарок починався у другий тиждень великого посту і тривав від 20 до 30 днів, другий великий сумський ярмарок починався у Пилипівку 21 листопада і тривав 25 днів. На цих ярмарках можна було у ті часи знайти найрізноманітніші товари з усього світу: сукна, золоту та срібну парчу, матерії, шовк, оксамит, єдваб, бавовняні, лляні, прядив'яні тканини, галантерею, порцеляну, залізні вироби, хустки шовкові англійські, туринські та німецькі панчохи, табакерки, скрипки, струни, коси, французькі та німецькі рушниці, англійські сукна, фініки, фіги, родзинки, воловські горіхи, мигдаль, оливи, маслини, чорнослив, турецький тютюн, грецькі мила, книги громадські і духовні, срібний, мідний, олов'яний і кам'яний посуд, російські сукна, шовкову тафту, стрічки, хустки, чоботи та черевики німецького фасону, чорний і зелений чай, цукор, каву, голландський і французький тютюн, різноманітні шкури, хомути, сідла, сани московської роботи, збрую, тульські рушниці і пістолі, шаблі, казани, дзвони, замки, ножі, юхту, рукавиці, ремені та бичівку, шерстяні та нитяні панчохи, та безліч інших товарів.

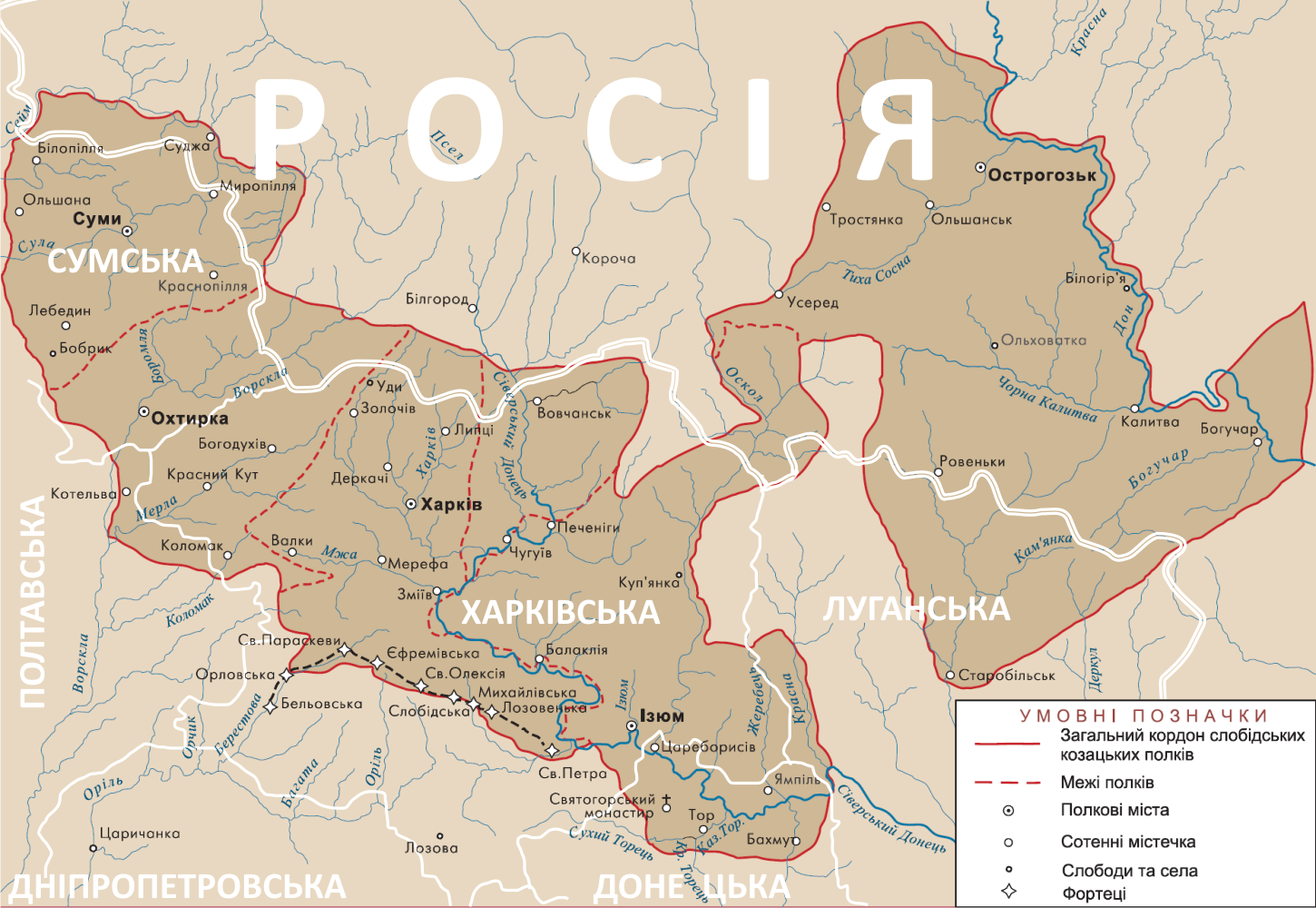
Мапа полків Слобідської України в 1764 році. Білим кольором — сучасні кордони.

У 1727 році з Київської губернії, була виділена Бєлгородська губернія, до якої увійшли і Суми, але підпорядковувалися вони тільки у громадських справах Бєлгорода. У той же час в полках було військове управління, і полки підпорядковувалися Військовій колегії.
За переписом населення 1732 року у Сумському полку мешкало 42931 людей чоловічої статі. З них 3695 козаків, 13918 підпомічників і 18476 підданих. За етнічним складом населення було практично на 100 % українське, росіян було лише 14. У самих Сумах мешкало 3818 людей чоловічої статі: полкової старшини з дітьми і робітниками 115, козаків 610, сусідів у них 190, підпомічників 2704, попів з причетниками 37, вчителів 12, старців 13, шинкарів 26, робітників на подвір'ях 98, росіян 14. З жінками і дітьми населення міста становило приблизно 7 700 людей.
В 1732 році Суми стали адміністративним центром Слобідських полків, які було виведено зі складу Бєлгородської губернії. У Сумах розташовувалася Слобідська комісія князя Шаховського. Але в 1743 році полки були знову введені до складу Бєлгородської губернії і знову тільки по громадським справам.
Як пан-держатель у 1764 році Кондратьєв мав 5958 підданих.

## 1765–1917 роки. Від повітового містечка до «Цукрової столиці Європи»

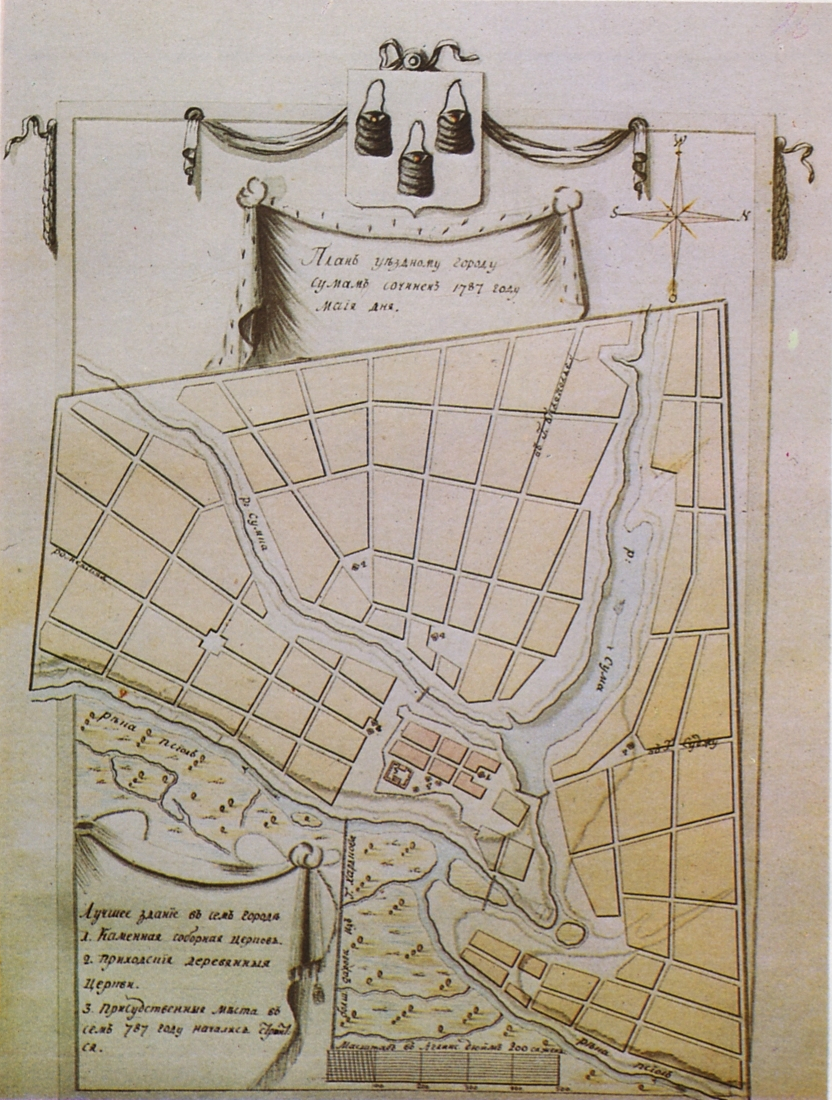
План Сум 1787 року

Після скасування полкового устрою на Слобожанщині в 1765 році Суми увійшли до складу новоствореної Слобідсько-Української губернії як провінціальне місто. З цього часу починається занепад міста, як в адміністративному так і економічному значенні Суми поступаються Харкову на Слобожанщині. Великі Сумські ярмарки теж втрачають свою значність і центр торгівлі Слобожанщини переноситься до Харкова. Населення міста перестало зростати і декілька десятиліть після цього залишалося приблизно 10-ти тисячним.
У 1788 році архітектура міста складалася здебільшого з дерев'яних будівель, яких у місті було 1237, а кам'яних — 2, торгових лавок — 40, мешканців — 10 495 осіб.
Розвиток Сум припадає на другу половину XIX — початок XX століття — завдяки зростанню промисловості: цукрової (Суми стали одним з її осередків в Україні), а також машинобудування, металообробної та текстильної (фабрика сукна) галузей, торгівлі (відомі ярмарки — 3 рази на рік).
В 1870 році в Сумах було 9 церков, 1763 будинки, з них 108 кам'яної та цегляної кладки. Населення міста становило 14 126 мешканців (з них 69 католиків, 76 протестантів і 111 євреїв). 130 магазинів та лавок, 4 готелі, гімназії, парафіяльні школи в тому числі для дівчат, лікарня, поштова станція і банк.
В 1877 році в Сумах було 153 будинки кам'яної та цегляної кладки, 1832 дерев'яних. Населення міста становило 15 534 чоловік (з них 74 католики). В Сумах було 7 товарних складів, 337 лавок і магазинів, чоловічі та жіночі гімназії і школи, станція Сумської залізниці. У власності міста було 1 074 десятин землі (11,7 км²). Мешканці займалися промисловістю та торгівлею. В Сумах було 876 ремісників (370 майстрів, 309 робітників, 260 учнів), з них 171 шевців, 136 кравців і 80 ковалів.

## Українські визвольні змагання
Під час подій Української революції та радянсько-української війни у 1917 році Українська Центральна Рада, маючи на меті встановити автономію України у складі Росії, почала претендувати на майже всі території, в межах яких були розселені етнічні українці, включно з Сумами. Щоправда, Тимчасовий уряд не визнавав за УЦР право на керування окресленими землями у повному обсязі, зокрема в Сумах. З проголошенням Української Народної Республіки, 6 березня 1918 року місто стає земським центром Слобожанщини за тодішнім адміністративно-територіальним поділом. Під час Першої радянсько-української війни більшовики захоплюють Суми. Отримавши підтримку Німеччини, 1 квітня 1918 року українські війська зайняли Суми і Охтирку, вийшовши до умовної українсько-російському кордоні. Отримавши вже в першому зіткненні з противником (під Бахмачем) сильний удар від регулярних німецьких частин, колона-армія Сіверса спішно відступила на Путивль — Вовчанськ — Новий Оскол, не беручи бою з німцями і оголивши фланг Полтавської і Харківської груп, а також стратегічний залізничну колію на Куп'янськ — Ростов.
Наприкінці березня 1918 року за владою Народного секретаріату Радянської України залишилася тільки територія Донецько-Криворізької республіки, що мала свій окремий радянський уряд, який не дуже жалував «українських товаришів». Німецькі війська і загони УНР наблизилися до двох найголовніших пролетарських центрів України: Харкова і Катеринослава. Наступ українсько-німецьких військ на Харків розвивався в двох напрямах: обхідному, по лінії кордону з Радянською Росією (Бахмач — Ворожба — Суми — Харків), і лобовому (Полтава — Харків).
Після приходу до влади Павла Скоропадського і утворення Української Держави, Суми, за новим адміністративним поділом увійшли до Харківської губернії. У січні 1919 року з інтервенцією військ Антанти на північних і північно-східних кордонах УНР з'явилися більшовицькі війська. Під приводом надання допомоги робітникам і селянам, які повстали проти гетьмана, вони розгорнули наступ у двох напрямках: Ворожба — Суми — Харків і Гомель —Чернігів — Київ. У ході другого вторгнення радянських військ в Україну місто знов опиняється під окупацією.

## Радянська окупація України
В рамках зміни адміністративно-територіального поділу, радянська влада скасовує Сумський повіт. 1923–1930 роки — Суми були округовим містом. із 1939 року — обласним. У 1930-х роках в місті розвивається промисловість, з'являється педагогічний інститут, краєзнавчий музей і театр.
Місто постраждало під час проведеного радянською владою Голодомору 1932—1933 років, померло щонайменше 5222 жителі Сум.
В ході Другої світової війни радянські війська відійшли з Сум 10 жовтня 1941 року, до міста увійшли німецькі війська. У вересні 1943 року Суми знову були зайняті радянськими військами.
Значний розвиток Сум почався з 1950-х років — завдяки чималому зростанню промисловості: машинобудівної, хімічної, приладобудівної, харчової та легкої. Було відновлено та побудовано 85 586 м² житла. Почали діяльність насосний, ремонтно-механічний, суперфосфатний, цукровий, млиновий заводи, меблева та ткацька фабрики, а також кілька комбінатів. Діяли педагогічний інститут, 3 технікуми, медичне та ремеслове училища, музична школа, 11 середніх, 6 семирічних та 1 початкова школа, обласний драматичний театр, філармонія, 2 музеї, 7 кінотеатрів, 8 клубів та 60 бібліотек.
У 1961 році створено Сумський комбінат хлібопродуктів. В 1966-1971 роках був збудований стадіон «Авангард». У 1987 році введена до експлуатації Сумська камвольно-прядильна фабрика.

## Незалежна Україна

### Кінець ХХ — початок ХХІ століття
Новітня, за незалежності України (від 1991 року), історія Сум пов'язана з явищем так званої «Студентської революції на траві», що відбулася в травні 2004 року, та стала для держави безпрецедентною. Тоді кілька десятків студентів із викладачами та батьками вийшли на мітинг у центрі міста з вимогою відставки губернатора Володимира Щербаня та начальника обласної міліції Миколи Плєханова. Наметове містечко, яке вони розбили, знесла міліція, кількох осіб, які там перебували, заарештували. Ці сумські події стали не лише актом студентської непокори та боротьби за людські права, а й фактично виявилися предтечею Помаранчевої революції.
У 2001 році в місті відкрито один з найбільших стадіонів України — «Ювілейний», що вміщує 25 830 глядачів. Він став домашньою ареною не тільки для місцевих команд: у 2008-2009 роках на ньому грав ФК «Харків», а 2016 році, через Війну на Донбасі — донецький «Олімпік».
15 вересня 2015 року Верховна Рада України збільшила територію Сум на 753,58 га, затвердивши загальну площу міста 9 538,58 га. За ухвалення проєкту постанови № 2238а проголосував 251 депутат при мінімально необхідних 226. Територія Сум збільшена за рахунок 178 га земель, що перебувають у віданні Піщанської сільської ради Ковпаківського району Сумської області; 172,68 га земель Червоненської сільради Сумського району та 402,9 га земель Сумської міської ради. Таким чином, загальна площа Сум, яка становила 8785 га, затверджена Радою в 9 538,58 га, а Сумського району — 185 357,32 га.

### Російсько-українська війна
З початком Російського вторгнення в Україну, 24 лютого російські окупаційні війська підійшли до міста з північно-східного напрямку, дорогою від села Юнаківка близько 7 ранку, після чого почалися бої за місто. Приблизно о 13.35 біля села Бездрик була помічена російська військова техніка з червоними стрічками. У Сумах чули вибухи та постріли. Згодом зі сторони Білопільського шляху почався бій.
О 16:36 почався бій біля кадетського корпусу та військової частини у Сумах на вул. Кондратьєва. З 17:00 по Сумах почала пересуватися російська техніка.
Російські війська відступили у бік Конотопа. Один із танків знищили протитанковим комплексом NLAW. О 17.30 радниця голови Сумської обласної адміністрації Альона Бояринова повідомила, що ворог із Сум не відступає.. Не дивлячись на те, що по місті знаходилася ворожа техніка адмінбудівлі перебувають під контролем України. Після 18:40 близько 300 одиниць російської техніки рухалося з Верхньої Сироватки до Нижньої Сироватки. Також близько 100 одиниць ворожої техніки розташувалися в Токарях, під Сумами.. На вечір першого дня війни російські війська отаборилися у Сумському районі — в полях і лісосмугах, а також зупинилися в Токарях, в районі Косівщини — під Сумами, та в Нижній Сироватці Сумського району Після 22 години вечора вдруге розпочався бій біля Ліцею-інтернату з посиленою військово-фізичною підготовкою «Кадетський корпус» Прикордонної служби України, де розташована 27-ма артилерійська бригада. Учнів там не було, але агресором було підпалено КПП та приміщення, також згоріла церква. Бій тривав до 1:30 ночі 25 лютого.
У місті щодня точилися вуличні бої, а райцентри, селища та села області обстрілювалися окупантами, вулицями намагалася прорватися ворожа техніка. О 22:05 Голова Сумської ОДА Дмитро Живицький звернувся із закликом про допомогу регіону в боротьбі з військами РФ. Він назвав становище важким і пояснив, що область покладалася лише на сили територіальної оборони. Зокрема, після закінчення бойових дій у місті, радник Офісу Президента України та військовий оглядач Олексій Арестович дав таку характеристику результатам сумського угруповання українських сил:
|  | Практично не маючи військових підрозділів, лише тероборону, Суми зупинили елітні танкові дивізії російської армії. Це подвиг, оспіваний у віках. Так ось, Суми відбилися раніше. Та не просто відбилися - вони влаштували партизанську війну, що обрізала постачання військам РФ. Тож вони звалили звідти раніше, ніж встигли декларувати вихід з Київської та Чернігівської областей |

Ситуація в місті лишалася під контролем ЗСУ. Станом на 2 годину ночі 4 березня вдалося відновити на 80 % електропостачання у Сумах. Залишалася зруйнованою 40-а електрична підстанція. Згідно із списком, оприлюдненим 4 березня в Офісі Президента України до напрямків, які потребують гуманітарних коридорів потрапили і Суми. Це стало результатом другого раунду перемовин між Україною та Росією, де досягли порозуміння щодо гуманітарних коридорів. З восьми областей у Сумській були визначені такі: Суми, Шостка, Ромни, Конотоп та Охтирка.
З 5 години ранку 5 березня у Сумах стало чути потужні вибухи та звуки від літаків. О 5:30 оголосили тривогу у зв'язку з загрозою вуличних боїв. О 7 годині сирена знову пролунала через загрозу авіаудару у Сумах. Після вибухів деяких районів міста повибивало вікна у багатоповерхівках. Російська авіація нанесла точкові удари по місту Суми, зокрема по інфраструктурним об'єктам. Артилерійські обстріли продовжувались весь день. За інформацією заступника очільника Сум Станіслава Полякова були пошкоджені такі інфраструктурні об'єкти: котельня Північного Промвузла, приміщення ДНЗ «Сумське міжрегіональне вище професійне училище ВПУ № 16», ДПТНЗ «Сумський центр професійно-технічної освіти з дизайну та сфери послуг № 24». Директор училища № 16 та діти сироти, які там перебували, заколочували вікна та наводили порядки у приміщенні. В іншому закладі освіти ремонтні роботи ще попереду, сказав посадовець.
Створено Перший Сумський гуманітарний штаб, який буде координувати роботу волонтерів по Сумській області.
Після ще місяця безуспішних боїв, російські окупаційні війська покинули територію Сумської області. 21 квітня Укрзалізниця відновила рух електропоїздів на Чернігівщині та Сумщині.
13 квітня 2025 року Росія завдала ракетного удару по центру Сум. Внаслідок атаки загинули 34 особи, зокрема дві дитини, 117 осіб зазнали поранень, з них 15 дітей.